# Campeonato Mundial de Atletismo de 1997
El VI Campeonato Mundial de Atletismo se celebró en Atenas (Grecia) entre el 1 y el 10 de agosto de 1997 bajo la organización de la Asociación Internacional de Federaciones de Atletismo y la Asociación Helénica de Atletismo Amateur (SELAS). Las competiciones se llevaron a cabo en el Estadio Olímpico de Atenas. Se contó con la presencia de 1882 atletas. 
La sede había sido originalmente otorgada a la Ciudad de México en agosto de 1994; no obstante el 15 de marzo de 1995 el gobierno mexicano renunció a la misma debido a los problemas financieros derivados de la crisis económica vigente en ese momento.

## Resultados

### Masculino
| Evento                     | Oro                                                                              | Plata                                                                           | Bronce                                                                                   |
| -------------------------- | -------------------------------------------------------------------------------- | ------------------------------------------------------------------------------- | ---------------------------------------------------------------------------------------- |
| 100 m (03.08)              | Maurice Greene Estados Unidos 9,86 s                                             | Donovan Bailey · Canadá · 9,91 s                                                | Tim Montgomery Estados Unidos 9,94 s                                                     |
| 200 m (08.08)              | Ato Boldon Trinidad y Tobago 20,04                                               | Frank Fredericks Namibia 20,23                                                  | Claudinei da Silva · Brasil · 20,26                                                      |
| 400 m (05.08)              | Michael Johnson Estados Unidos 44,12                                             | Davis Kamoga Uganda 44,37                                                       | Tyree Washington Estados Unidos 44,39                                                    |
| 800 m (08.08)              | Wilson Kipketer Dinamarca 1:43,38                                                | Norberto Téllez · Cuba · 1:44,00                                                | Rich Kenah Estados Unidos 1:44,25                                                        |
| 1500 m (06.08)             | Hicham el-Guerrouj Marruecos 3:35,83                                             | Fermín Cacho · España · 3:36,63                                                 | Reyes Estévez · España · 3:37,26                                                         |
| 5000 m (10.08)             | Daniel Komen Kenia 13:07,78                                                      | Khalid Boulame Marruecos 13:09,34                                               | Thomas Nyariki Kenia 13:11,09                                                            |
| 10 000 m (06.08)           | Haile Gebrselassie Etiopía 27:24,58                                              | Paul Tergat Kenia 27:25,62                                                      | Salah Hissou Marruecos 27:28,67                                                          |
| 110 m vallas (07.08)       | Allen Johnson Estados Unidos 12,93                                               | Colin Jackson Reino Unido 13,05                                                 | Igor Kováč · Eslovaquia · 13,18                                                          |
| 400 m vallas (04.08)       | Stéphane Diagana Francia 47,70                                                   | Llewellyn Herbert Sudáfrica 47,86                                               | Bryan Bronson Estados Unidos 47,88                                                       |
| 3.000 m obstáculos (06.08) | Wilson Kipketer Kenia 8:05,84                                                    | Moses Kiptanui Kenia 8:06,04                                                    | Bernard Barmasai Kenia 8:06,04                                                           |
| 20 km marcha (02.08)       | Daniel García · México · 1:21:43                                                 | Mijaíl Shchennikov · Rusia · 1:21:53                                            | Mijaíl Jmelnitski · Bielorrusia · 1:22:01                                                |
| 50 km marcha (07.08)       | Robert Korzeniowski · Polonia · 3:44:46                                          | Jesús Ángel García · España · 3:44:59                                           | Miguel Rodríguez Gallegos · México · 3:48:30                                             |
| Maratón (10.08)            | Abel Antón · España · 2:13:16                                                    | Martín Fiz · España · 2:13:21                                                   | Steve Moneghetti Australia 2:14:16                                                       |
| Salto de altura (06.08)    | Javier Sotomayor · Cuba · 2,37 m                                                 | Artur Partyka · Polonia · 2,35 m                                                | Tim Forsyth Australia 2,35 m                                                             |
| Salto con pértiga (10.08)  | Sergéi Bubka · Ucrania · 6,01                                                    | Maxim Tarasov · Rusia · 5,96                                                    | Dean Starkey Estados Unidos 5,91                                                         |
| Salto de longitud (05.08)  | Iván Pedroso · Cuba · 8,42                                                       | Erick Walder Estados Unidos 8,38                                                | Kiril Sosunov · Rusia · 8,18                                                             |
| Salto triple (08.08)       | Yoelvis Quesada · Cuba · 17,85                                                   | Jonathan Edwards Reino Unido 17,69                                              | Eliecer Urrutia · Cuba · 17,64                                                           |
| Peso (02.08)               | John Godina Estados Unidos 21,44                                                 | Oliver Sven Buder · Alemania · 21,24                                            | Cottrell J. Hunter Estados Unidos 20,33                                                  |
| Disco (10.08)              | Lars Riedel · Alemania · 68,54                                                   | Virgilijus Alekna · Lituania · 66,70                                            | Jürgen Schult · Alemania · 66,14                                                         |
| Martillo (03.08)           | Heinz Weis · Alemania · 81,78                                                    | Andrei Skvaruk · Ucrania · 81,46                                                | Vasili Sidorenko · Rusia · 80,76                                                         |
| Jabalina (05.08)           | Marius Corbett Sudáfrica 88,40                                                   | Steve Backley Reino Unido 86,80                                                 | Kostas Gatsioudis · Grecia · 86,64                                                       |
| 4 × 100 m (10.08)          | Canadá · Robert Esmie · Glenroy Gilbert · Bruny Surin · Donovan Bailey · 37,86 s | Nigeria Osmond Ezinwa Olapade Adeniken Francis Obikwelu Davidson Ezinwa 38,07 s | Reino Unido Darren Braithwaite Darren Campbell Douglas Walker Julian Golding 38,14 s     |
| 4 × 400 m (10.08)          | Reino Unido Ywan Thomas Roger Black Jamie Baulch Mark Richardson 2:56,65         | Jamaica Michael McDonald Greg Haughton Danny McFarlane Davian Clarke 2:56,75    | Polonia · Tomasz Szubak · Piotr Rysiukiewicz · Piotr Haczek · Robert Mackowiak · 3:00,26 |
| Decatlón (06.08)           | Tomáš Dvorák · República Checa · 8.837 pts.                                      | Eduard Hämäläinen · Finlandia · 8.730 pts.                                      | Frank Busemann · Alemania · 8.652 pts.                                                   |

### Femenino
| Evento                    | Oro                                                                          | Plata                                                                          | Bronce                                                                        |
| ------------------------- | ---------------------------------------------------------------------------- | ------------------------------------------------------------------------------ | ----------------------------------------------------------------------------- |
| 100 m (03.08)             | Marion Jones Estados Unidos 10,83 s                                          | Zhanna Pintusevich · Ucrania · 10,85 s                                         | Savatheda Fynes Bahamas 11,03 s                                               |
| 200 m (08.08)             | Zhanna Pintusevich · Ucrania · 22,32                                         | Susanthika Jayasinghe Sri Lanka 22,39                                          | Merlene Ottey Jamaica 22,40                                                   |
| 400 m (04.08)             | Cathy Freeman Australia 49,77                                                | Sandie Richards Jamaica 49,79                                                  | Jearl Miles Estados Unidos 49,90                                              |
| 800 m (09.08)             | Ana Fidelia Quirós · Cuba · 1:57,14                                          | Elena Afanasieva · Rusia · 1:57,56                                             | Maria de Lurdes Mutola Mozambique 1:57,59                                     |
| 1500 m (05.08)            | Carla Sacramento Portugal 4:04,24                                            | Regina Jacobs Estados Unidos 4:04,63                                           | Anita Weyermann · Suiza · 4:04,70                                             |
| 5000 m (09.08)            | Gabriela Szabo · Rumania · 14:57,68                                          | Roberta Brunet · Italia · 14 :58,29                                            | Fernanda Ribeiro Portugal 14:58,85                                            |
| 10 000 m (05.08)          | Sally Barsosio Kenia 31:32,92                                                | Fernanda Ribeiro Portugal 31:39,15                                             | Masako Chiba Japón 31:41,93                                                   |
| 100 m vallas (10.08)      | Ludmila Engquist · Suecia · 12,50                                            | Svetlana Dimitrova Bulgaria 12,58                                              | Michelle Freeman Jamaica 12,61                                                |
| 400 m vallas (08.08)      | Nezha Bidouane Marruecos 52,97                                               | Deon Hemmings Jamaica 53,09                                                    | Kim Batten Estados Unidos 53,52                                               |
| 10 km marcha (07.08)      | Anna Rita Sidoti · Italia · 42:55                                            | Olga Kardopoltseva · Bielorrusia · 43:30                                       | Valentina Tsibulskaya · Bielorrusia · 43:49                                   |
| Maratón (09.08)           | Hiromi Suzuki Japón 2:29:48                                                  | Manuela Machado Portugal 2:31:12                                               | Lidia Simon · Rumania · 2:31:55                                               |
| Salto de altura (10.08)   | Hanne Haugland · Noruega · 1,99 m                                            | Olga Kaliturina · Rusia / · Inga Babakova · Ucrania · 1,96 m                   |                                                                               |
| Salto de longitud (09.08) | Liudmila Galkina · Rusia · 7,05                                              | Niki Xanthou · Grecia · 6,94                                                   | Fiona May · Italia · 6,91                                                     |
| Salto triple (04.08)      | Šárka Kašpárková · República Checa · 15,20                                   | Rodica Mateescu · Rumania · 15,16                                              | Elena Govorova · Ucrania · 14,67                                              |
| Peso (07.08)              | Astrid Kumbernuss · Alemania · 20,71                                         | Vita Pavlish · Ucrania · 20,66                                                 | Stephanie Storp · Alemania · 19,22                                            |
| Disco (07.08)             | Beatrice Faumuina Nueva Zelanda 66,82                                        | Ellina Zvereva · Bielorrusia · 65,90                                           | Natalia Sadova · Rusia · 65,14                                                |
| Jabalina (09.08)          | Trine Hattestad · Noruega · 68,78                                            | Joanna Stone Australia 68,64                                                   | Tanja Damaske · Alemania · 67,12                                              |
| 4 × 100 m (09.08)         | Estados Unidos Chrystie Gaines Marion Jones Inger Miller Gail Devers 41,47 s | Jamaica Beverly McDonald Merlene Frazer Juliet Cuthbert Beverly Grant 42,10 s  | Francia Patricia Girard Christine Arron Delphine Combe Sylviane Felix 42,21 s |
| 4 × 400 m (10.08)         | Alemania · Anke Feller · Uta Rohlander · Anja Rücker · Grit Breuer · 3:20,92 | Estados Unidos Maicel Malone-Wallace Kim Graham Kim Batten Jearl Miles 3:21,03 | Jamaica Inez Turner Lorraine Graham Deon Hemmings Sandie Richards 3:21,30     |
| Heptatlón (04.08)         | Sabine Braun · Alemania · 6.739 pts.                                         | Denise Lewis Reino Unido 6.654 pts.                                            | Remigia Nazaroviene · Lituania · 6.566 pts.                                   |

## Medallero
| Núm. | País              | Oro | Plata | Bronce | Total |
| ---- | ----------------- | --- | ----- | ------ | ----- |
| 1    | Estados Unidos    | 6   | 3     | 8      | 17    |
| 2    | Alemania          | 5   | 1     | 4      | 10    |
| 3    | Cuba              | 4   | 1     | 1      | 6     |
| 4    | Kenia             | 3   | 2     | 2      | 7     |
| 5    | Ucrania           | 2   | 4     | 1      | 7     |
| 6    | Marruecos         | 2   | 1     | 1      | 4     |
| 7    | Noruega           | 2   | 0     | 0      | 2     |
| 7    | República Checa   | 2   | 0     | 0      | 2     |
| 9    | Rusia             | 1   | 4     | 3      | 8     |
| 10   | Reino Unido       | 1   | 4     | 1      | 6     |
| 11   | España            | 1   | 3     | 1      | 5     |
| 12   | Portugal          | 1   | 2     | 1      | 4     |
| 13   | Australia         | 1   | 1     | 2      | 4     |
| 14   | Italia            | 1   | 1     | 1      | 3     |
| 14   | Polonia           | 1   | 1     | 1      | 3     |
| 14   | Rumania           | 1   | 1     | 1      | 3     |
| 17   | Canadá            | 1   | 1     | 0      | 2     |
| 17   | Sudáfrica         | 1   | 1     | 0      | 2     |
| 19   | Francia           | 1   | 0     | 1      | 2     |
| 19   | Japón             | 1   | 0     | 1      | 2     |
| 19   | México            | 1   | 0     | 1      | 2     |
| 22   | Dinamarca         | 1   | 0     | 0      | 1     |
| 22   | Etiopía           | 1   | 0     | 0      | 1     |
| 22   | Nueva Zelanda     | 1   | 0     | 0      | 1     |
| 22   | Suecia            | 1   | 0     | 0      | 1     |
| 22   | Trinidad y Tobago | 1   | 0     | 0      | 1     |
| 27   | Jamaica           | 0   | 4     | 3      | 7     |
| 28   | Bielorrusia       | 0   | 2     | 2      | 4     |
| 29   | Grecia            | 0   | 1     | 1      | 2     |
| 29   | Lituania          | 0   | 1     | 1      | 2     |
| 31   | Bulgaria          | 0   | 1     | 0      | 1     |
| 31   | Finlandia         | 0   | 1     | 0      | 1     |
| 31   | Namibia           | 0   | 1     | 0      | 1     |
| 31   | Nigeria           | 0   | 1     | 0      | 1     |
| 31   | Sri Lanka         | 0   | 1     | 0      | 1     |
| 31   | Uganda            | 0   | 1     | 0      | 1     |
| 37   | Bahamas           | 0   | 0     | 1      | 1     |
| 37   | Brasil            | 0   | 0     | 1      | 1     |
| 37   | Eslovaquia        | 0   | 0     | 1      | 1     |
| 37   | Mozambique        | 0   | 0     | 1      | 1     |
| 37   | Suiza             | 0   | 0     | 1      | 1     |
|      | TOTAL             | 44  | 45    | 43     | 132   |